# Poltavski (Kavkázskaya, Krasnodar)
Poltavski (del ruso: Красная Звезда) es un jútor del raión de Kavkázskaya del krai de Krasnodar, en el sur de Rusia. Está situado en la orilla izquierda del río Chelbas, 18 km al noroeste de Kropotkin y 127 km al nordeste de Krasnodar, la capital del krai. Tenía 92 habitantes en 2010.
Pertenece al municipio Privólnoye.